# 9M113 Konkurs

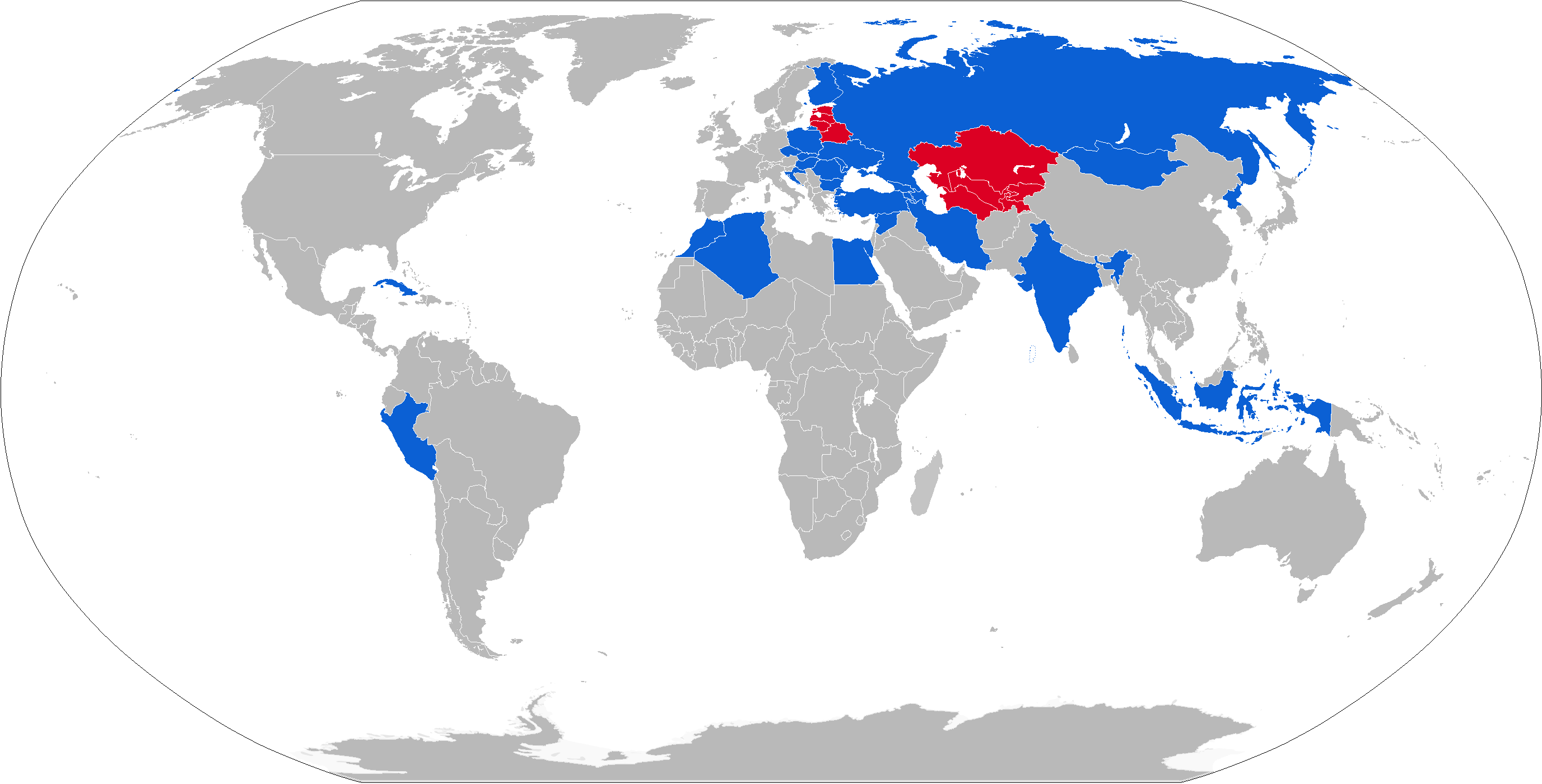
Países que operam o 9M113 em azul.

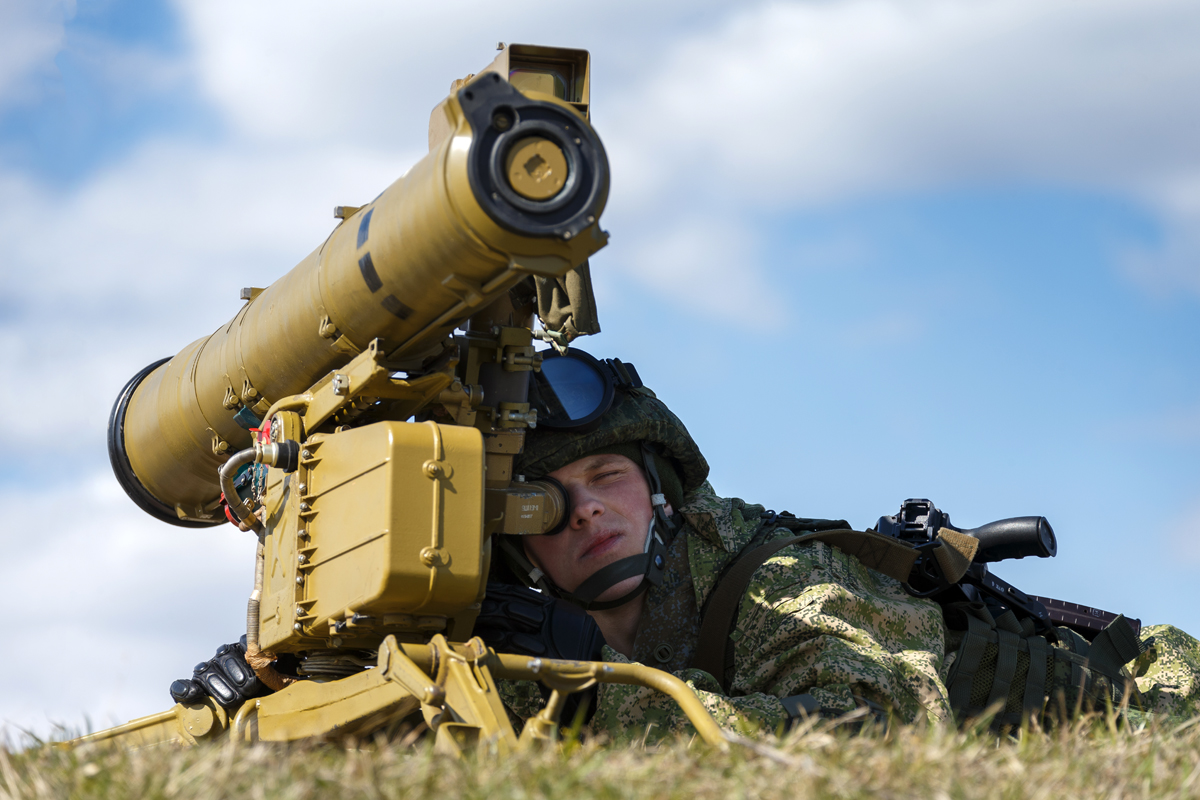
Um militar russo preparando seu Konkurs.

O 9M113 Konkurs (em russo:  9М113 «Конкурс»; em inglês:  "Disputa"; designação da OTAN AT-5 Spandrel) é um lançador de mísseis guiados antitanque portátil, tipo SACLOS, desenvolvido pela União Soviética na década de 1970.
Uma versão aprimorada do 9K111 Fagot com mais poder de fogo, o 9M113 Konkurs pode usar os mesmos lançadores e é muito semelhante visualmente, distinguível apenas por uma ligeira protuberância no final do tubo do míssil Konkurs.